# Portage Lake (Maine)
Portage Lake – miasto w Stanach Zjednoczonych, w stanie Maine, w hrabstwie Aroostook.